# دوائر ولاية أولاد جلال
قائمة الدوائر في ولاية أولاد جلال حسب توزيعها على البلديات مع الرمز البريدي وتعداد السكان.

## البلديات
| الرمز البريدي | اسم الدائرة      | عدد البلديات | عدد السكان |
| ------------- | ---------------- | ------------ | ---------- |
|               | سيدي خالد        | 3            |            |
|               | أولاد جلال       | 3            |            |
| المجموع       | ولاية أولاد جلال | 6            |            |

### وصلات خارجية
- الموقع الرسمي لوزارة الداخلية الجزائرية